# Corwen
Corwen är en ort och community i Storbritannien.   Den ligger i kommunen Denbighshire och riksdelen Wales, i den södra delen av landet, 270 km nordväst om huvudstaden London. Antalet invånare i communityn är 2 325., och antalet invånare i tätorten Corwen är 477.